# Демидовцев, Марк Васильевич
Марк Васильевич Демидовцев (13 мая 1929, Павлово, Нижегородская область, РСФСР, СССР — 1 июня 2011, Тольятти, Самарская область, Россия) — советский художественный конструктор, бывший главный дизайнер ОАО «АВТОВАЗ».
Член Союза дизайнеров России. Член Союза архитекторов России. Имеет свыше сорока авторских свидетельств на промышленные образцы автомобилей Комитета по изобретениям СССР.

## Биография
Родился 13 мая 1929 года в городе Павлово-на-Оке Горьковской области в семье служащего.
После окончания семи классов, в 1943 году, поступил в ремесленное училище № 37 завода п/я 50 в городе Павлово-на-Оке. С 1945 по 1952 год работал слесарем-гравером этого завода.
В 1952 году поступил в Ленинградское высшее художественно-промышленное училище им. Мухиной (на восьмигодичное обучение). В 1960 году, после окончания учёбы, поступил на Павловский автобусный завод руководителем бюро художественного конструирования автобусов, где была организована работа по созданию бюро и мастерские.
В 1967 и 1969 годах участвовал в международных конкурсах по автобусам в городе Ницца (Франция). За оригинальность и новизну был награждён двумя золотыми знаками, а Павловский завод был отмечен Кубком президента Франции Шарля Де Голля (за дизайн автобуса ПАЗ «Турист»).
В 1970 году М. Д. Демидовцев был приглашен на Волжский автомобильный завод в конструкторско-экспериментальное управление на должность руководителя отдела дизайна автомобилей. Здесь он организовал службу дизайна, руководил проектными работами всех разрабатываемых автомобилей ОАО «АВТОВАЗ». Позже был назначен главным дизайнером ОАО «АВТОВАЗ» .
В 1998—2011 годах был помощником вице-президента по техническому развитию ОАО «АВТОВАЗ».
В последние годы жизни, занимался общественной деятельностью, отдавал много сил воспитанию нового поколения дизайнеров, разрабатывал различные архитектурные объекты, в том числе памятные знаки в честь 60-летия Победы, установленные в кварталах Автозаводского района. По проектам Демидовцева был построен парковый комплекс истории техники, здание дизайн-центра ОАО «АВТОВАЗ», здание 50 корпуса ОАО «АВТОВАЗ», здание православной гимназии и расположенная напротив здания НТЦ ОАО «АВТОВАЗ» часовня.
.
Умер 1 июня 2011 года, похоронен на Баныкинском кладбище на аллее Почетных граждан Тольятти.
В 2014 году в Тольятти был учрежден благотворительный фонд им. М.В. Демидовцева, деятельность которого сосредоточена на консолидации усилий власти, граждан и профессионалов в создании комфортной среды проживания жителей города.
Тольяттинской школе № 47 присвоено имя Марка Васильевича Демидовцева, в 2020 году в школе ему будет установлена мемориальная доска.

## Награды и звания
- Орден Почёта (1 апреля 1995) — за заслуги перед государством и большой вклад в развитие машиностроения[6]
- Орден Трудового Красного Знамени (1973)
- Орден Дружбы народов (1991)
- Медаль Русской Православной Церкви Преподобного Сергия Радонежского I степени (2000)
- Медаль «За доблестный труд. В ознаменование 100-летия рождения В. И. Ленина»
- Медаль «Ветеран труда» — за долголетний добросовестный труд
- Медаль «Ветеран Волжского автомобильного завода»
- Медаль Союза дизайнеров России за заслуги в развитии дизайна
- Премия Президента Российской Федерации в области литературы и искусства (13 февраля 2003)[7][4]
- Почётный гражданин города Тольятти (25 мая 2005) — за выдающиеся заслуги перед городским сообществом в области науки и техники и активную общественную работу.